# Chantal Delsol
Chantal Delsol o Chantal Millon-Delsol (París, 1947), es una filósofa, historiadora de las ideas políticas y novelista francesa. Fundó el Instituto Hannah Arendt en 1993 y se convirtió en miembro de la Academia de Ciencias Morales y Políticas en 2007. Discípula de Julien Freund, también descrito como "liberal-conservador", sus principales ideas se inspiran en el liberalismo, el federalismo, y el principio de subsidiariedad basado en el de la singularidad. Admiradora del disidente checo Jan Patocka, siempre se ha definido como "anticomunista primaria". Chantal Delsol es también columnista en Le Figaro y Valeurs actuelles y directora de colección en Les Editions de La Table Ronde.

## Biografía
Hija del biólogo Michel Delsol, proviene de una familia conservadora y católica de Dordoña. 
Durante sus estudios en Lyon fue discípula del filósofo y sociólogo liberal-conservador Julien Freund, a su vez discípulo de Max Weber, bajo cuya dirección defendió su tesis en 1982. Se opuso al llamado "espíritu de 1968", y militó en su contra en el Movimiento Autónomo de Estudiantes de Lyon (MADEL).
Doctora en Letras (1982), actualmente es profesora de la Universidad de Marne-la-Vallée, donde dirige el Centro de Estudios Europeos, actualmente Instituto Hannah Arendt, que fundó en 1993. Su enseñanza abarca "el campo de la filosofía práctica, ético-político, explorado y considerado en su fundación y su historia, sobre todo en la modernidad tardía. Sus temas principales son las relaciones internacionales y la geopolítica europea, ámbitos en los que fomenta intercambios con dos áreas, Europa Central y Oriental y Latinoamérica".
Chantal Delsol se define a sí misma como "liberal-conservadora" mientras los medios la consideran "inconformista de derecha", "europeísta convencida" e "intelectual de derecha [...] destinada a un papel significativo en la tarea de la renovación filosófica en el seno del campo conservador".
Su marido es  Charles Millon (ministro de Defensa con Jacques Chirac), con quien tiene seis hijos, uno de ellos adoptado de origen laosiano.
Desde 2007 es miembro de un laboratorio de ideas europeas, el Thomas More Institute, y el 18 de junio de 2007 fue elegida miembro de la Academia de Ciencias Morales y Políticas para ocupar la cátedra de Roger Arnaldez. Desde 2011, es también editora en el sitio de información Atlántico.

## Pensamiento
Después de su tesis sobre la filosofía política de la antigüedad, Chantal Delsol, ha hecho de la historia de las ideas políticas de su enseñanza y de la especialidad de investigación. Considerada no solo una especialista en el pensamiento de Julien Freund, sino también como uno de sus más brillantes discípulos, estudió, desde el pensamiento cristiano, los valores católicos y el personalismo, la noción de singularidad. De este concepto que caracteriza al hombre, tanto a nivel ontológico y político, se derivan varias de sus posiciones filosóficas: el liberalismo político opuesto al totalitarismo, el federalismo y el principio de subsidiariedad, la autonomía, la familia, la autoridad, que ella estima que son tantas instituciones de individuación, como tantas formas de registro y anclaje del individuo en un mundo de su medición.

### Elogio del federalismo y Europa
Chantal Delsol es una ferviente partidaria del federalismo, que ella dice tiene un trasfondo católico, y en los países germánicos de cultura barroca. Considera el federalismo como el sistema político del futuro, portador de esperanza. Por lo tanto, se opone a los Estados unificados como el estado-nación de Bodin, que ve como un freno, geopolíticamente. Por el contrario, una federación, que es un contrato indefinido, sin terminar y "golpeado" por el grado de flexibilidad, consiste en organizar el estado más fluido y más abierto. Según ella, las federaciones son sistemas basados en un objetivo común: la paz y la prosperidad.
Sin embargo, considera que la actual Unión Europea no es una verdadera federación. La unidad política de la Unión Europea lo hizo por defecto, aunque existe una unidad administrativa que llama tecnócrata aunque este término es usado en exceso. Por ejemplo, la UE carece de una verdadera política exterior y de defensa.
Mientras tanto, Chantal Delsol destaca el espíritu europeo que va más allá de las particularidades de la que el autor es una palabra para describirlo: la irreverencia. El espíritu europeo se caracteriza por un deseo de conocimiento frente a la necesidad de seguridad, la preocupación contra la paz de la mente, y que se manifiesta por un distanciamiento con respecto a sus ideales. Una tesis muy cerca de su amigo Jean-François Mattei. Por otra parte, un proyecto político europeo, abierto a Turquía, podría disolver sus fundamentos antropológicos:

"Si nos fijamos en la Carta de los Derechos del hombre musulmán, encontramos dos especies humanas distintas: los hombres y las mujeres. Pero no es así como los europeos ven las cosas, porque heredan de San Pablo el postulado de la unidad de la especie humana. ¿Te imaginas una libertad personal que sería sólo para una parte de nosotros? Los europeos harían bien en preguntar por él a la hora de la entrada de Turquía en Europa"
- Chantal Delsol, "La libertad y el cristianismo", en E. Montfort, Dios tiene un lugar en Europa?, p.115.

### Principio de subsidiariedad
Para la autora, la subsidiariedad es un principio de organización de la sociedad: se utiliza para asignar el papel de las diferentes autoridades. El reparto de poderes o la distribución de competencias sigue el doble principio de sustitución y alivio. Toda autoridad a cargo de la función de un grupo ha de asegurar la existencia del objeto de este grupo (y no darse cuenta de ello); su función, de sustitución, trae alivio necesario en caso de incumplimiento. La autoridad buscará entonces tratar de obtener de ellos un nuevo dinamismo al proporcionarles un alivio adecuado a su debilidad.

### El populismo
En su libro La Naturaleza del populismo o las Figuras del idiota Chantal Delsol examina cuestiones del populismo de hoy, es decir, el renovado interés en el concepto y la urgencia de repensar lo Dependiendo de las condiciones de nuestro mundo contemporáneo. Según ella, el populismo, cara maldita de la demagogia, parece universalmente percibido como una amenaza mortal para la democracia, por el contrario, el populismo es también el creador de las deficiencias de las democracias occidentales pretensiones universalistas y de emancipación, que tienden a despreciar enraizamiento en los particulares ("idios" en griego antiguo).

## Posiciones políticas
Ella ha tomado muchas posiciones políticas, incluyendo la defensa de Robert Redeker, un profesor que fue amenazado de muerte por fundamentalistas islámicos; ella protesta contra la falta de respuesta por parte de los órganos representativos musulmanes franceses: "Pero luego me sorprende no ver que las autoridades musulmanas de nuestro país sean las primeras en indignarse y acudir en ayuda de los marginados. Hay silencios que son aquiescencia."
Se opuso a la PACS, que juzgó en el momento de su creación que se trataba de una "regresión", y cuyo resultado será el de "aumentar el número de niños abandonados o sin padre". En 2013, ella también se opone a la institución del matrimonio igualitario en Francia, que describió como "una locura" y "farsa de anarquistas". Ella cree que "trastornar la filiación implica deshacer la sociedad" y, a raíz de una protesta de partidarios del matrimonio entre personas del mismo sexo, durante el cual algunos activistas elevaron el lema "A (e) recta, una pelota; una familia, una ráfaga", hizo este análisis: "El debate aquí no es entre creyentes y no creyentes, entre izquierda y derecha, entre los heterosexuales y los homosexuales, sino entre humanistas y nihilistas".
En abril de 2018, firmó el “manifiesto contra el nuevo antisemitismo” que apareció en Le Parisien.

## Premios
- Premio de la Academia de Ciencias Morales y Políticas, 1993 y 2002.
- Premio mosquetero, 1996.
- Premio de la Academia Francesa (Raymond Precio Boyer de Sainte-Suzanne), 2001.